# World Chinese 8-Ball Masters 2015
Das Joy Cup World Chinese 8-Ball Masters 2015 war ein Poolbillard-Einladungsturnier, das vom 5. bis 8. Januar 2015 im olympischen Sportzentrum in Qinhuangdao in China stattfand. Dabei traten 24 Spieler im Doppel-K.-o.-System gegeneinander an. Gespielt wurde Chinese 8-Ball, also 8-Ball auf einem 9-Fuß-Snookertisch.
Der Chinese Yang Fan gewann das Turnier durch einen 13:9-Sieg im Finale gegen seinen Landsmann Zheng Yubo. Titelverteidiger Gareth Potts belegte den dritten Platz.

## Preisgeld
Insgesamt wurden 113.500 US-Dollar Preisgeld ausgeschüttet. Der Sieger erhielt etwa 48.000 US-Dollar, der Finalist 24.000 und der Drittplatzierte etwa 8.000 US-Dollar.

## Rangliste
| Platz | Spieler        |
| ----- | -------------- |
| 1     | Yang Fan       |
| 2     | Zheng Yubo     |
| 3     | Gareth Potts   |
| 4     | Wang Peng      |
| 5     | Shi Hanqing    |
| 6     | Dennis Orcollo |
| 7     | Li Hui         |
| 8     | Chris Melling  |
| 9     | Liu Yong       |
| 10    | Wang Yun       |
| 11    | Li Bo Xian     |
| 12    | Longhai Yu     |

| Platz | Spieler         |
| ----- | --------------- |
| 13    | Alex Pagulayan  |
| 14    | Karl Boyes      |
| 15    | Jing Yao        |
| 16    | Ralf Souquet    |
| 17    | Qian Y Chen     |
| 17    | Darren Appleton |
| 17    | Anna Mazhirina  |
| 17    | Naoyuki Ōi      |
| 17    | Earl Strickland |
| 17    | Stephen Hendry  |
| 17    | Daryl Peach     |
| 17    | Wen Tiejun      |